# Wörnersberg
Wörnersberg település Németországban, azon belül Baden-Württembergben. Lakosainak száma 203 fő (2023. december 31.).

## Népesség
A település népessége az elmúlt években az alábbi módon változott:
| Lakosok száma | 180  | 208  | 251  | 209  | 231  | 208  | 207  | 249  | 237  | 203  |
|               | 1961 | 1967 | 1974 | 1980 | 1986 | 1993 | 1999 | 2005 | 2012 | 2023 |